# R・L・スタイン
ロバート・ローレンス・スタイン（Robert Lawrence Stine、1943年10月8日 - ）は、アメリカの小説家、短編作家、テレビプロデューサー、脚本家。ジョビアル・ボブ・スタイン（Jovial Bob Stine）、エリック・アファビー（Eric Affabee）とも呼ばれる。
「児童文学のスティーヴン・キング」と呼ばれ、『フィアー・ストリート』、『グースバンプス』、『ナイトメア・ルーム』シリーズなどの数百のホラーフィクション小説の作者である。スタインの作品は4億部以上を売り上げている。

## 概要
コネチカット州ハートフォードでアシュケナジム・ユダヤ人の家庭に生まれた。

## 作品リスト
- フィア・ストリートシリーズ （Fear Street）
- グースバンプスシリーズ （Goosebumps）
- ナイトメア・ルームシリーズ （The Nightmare Room）
- ラーテン・スクールシリーズ （Rotten School）
- モーストリー・ゴーストリーシリーズ（Mostly Ghostly）

## メディア

### テレビシリーズ
- Eureeka's Castle （1989年-1995年）（クリエイター）
- ミステリー・グースバンプス (Goosebumps) （1995年-1998年）
- ナイトメア・ルーム (The Nightmare Room) （2001年-2002年）
- R.L. Stine's The Haunting Hour （2010年- ）

### 映画
- ぼくとゾンビと秘密のハロウィン (When Good Ghouls Go Bad) （2001年）
- ホーンティング・フォー: ドント・シンク・アバウト・イット （The Haunting Hour: Don't Think About It）（2007年）
- モーストリー・ゴーストリー （Mostly Ghostly: Who Let the Ghosts Out?）（2008年）
- グースバンプス モンスターと秘密の書（Goosebumps）（2015年）
- グースバンプス 呪われたハロウィーン（Goosebumps 2: Haunted Halloween）（2018年）